# Esther Zimmering

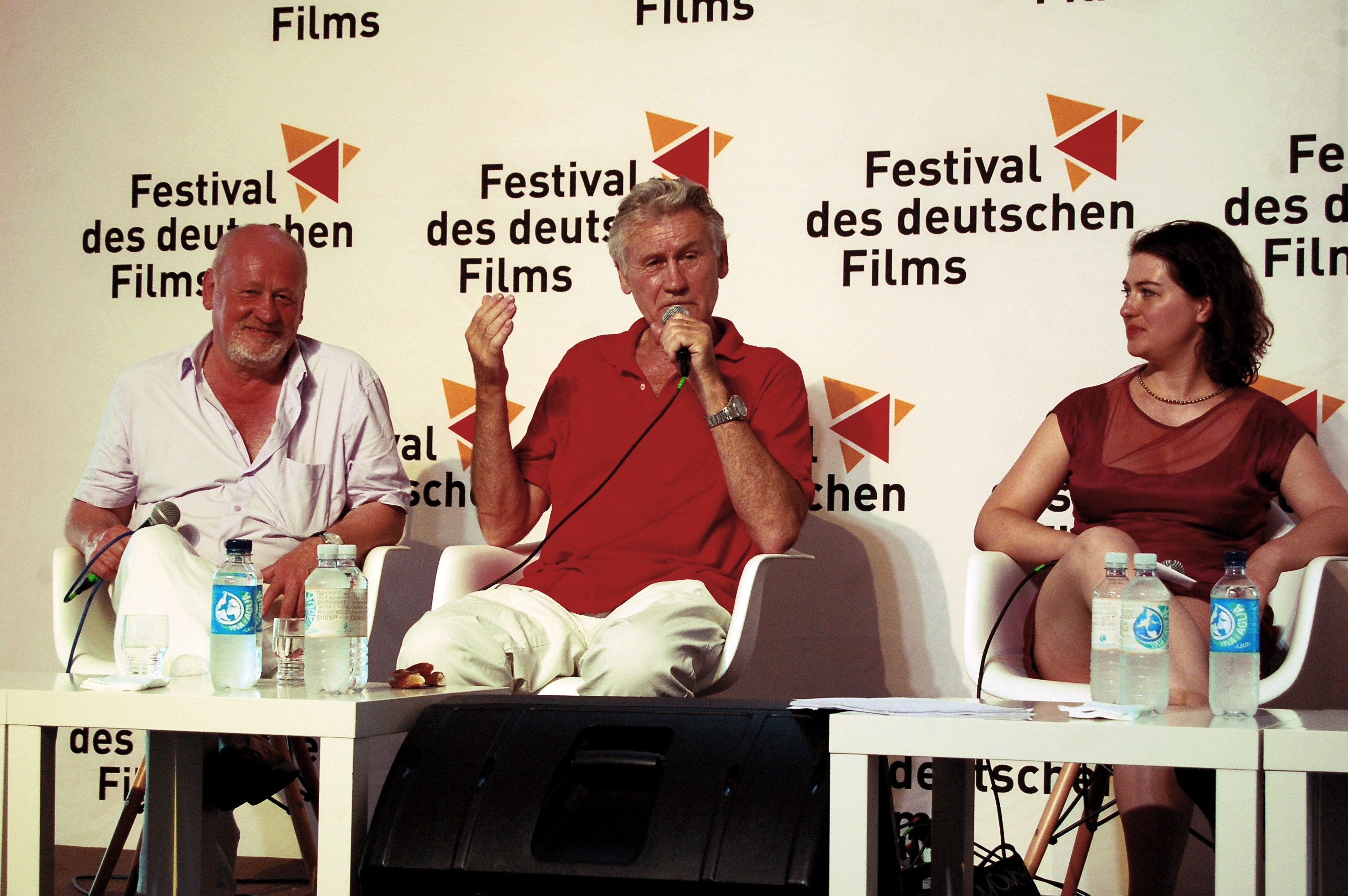
Esther Zimmering mit Josef Schnelle und Rudolf Thome beim Filmgespräch zu Ins Blaue, Festival des deutschen Films 2013 in Ludwigshafen

Esther Zimmering (* 6. Januar 1977 in Potsdam) ist eine deutsche Schauspielerin.

## Leben
Nach ersten Erfahrungen beim Kinder- und Jugendtheater studierte Esther Zimmering von 1996 bis 1998 an der Hochschule für Schauspielkunst „Ernst Busch“ Berlin und nahm an Workshops bei Enrique Vargas und Augusto Boal und bei Paul Cox an der Internationalen Filmschule Köln teil.
Erste Bekanntheit erlangte sie 2002 an der Seite von Katja Studt und Anna Loos in dem Dreiteiler Der Liebe entgegen um drei Freundinnen, die Ende der 1950er Jahre nach Neuseeland auswanderten. Für ihre Darstellungen in Der Liebe entgegen und dem Fernsehfilm Der Fußfesselmörder wurde sie 2003 mit dem Förderpreis des Deutschen Fernsehpreises bedacht. 2004 wurde Esther Zimmering gemeinsam mit Maria Simon beim Fernsehfilm-Festival Baden-Baden mit dem Sonderpreis der Jury für herausragende darstellerische Leistungen in Kleine Schwester ausgezeichnet.
2005 übernahm sie die Hauptrolle in dem für seine ungewöhnliche Kameraarbeit ausgezeichneten Bremer Tatort Scheherazade. In dem Fernsehfilm Morgen räum ich auf spielt Esther Zimmering eine vom Alltag überforderte, alleinerziehende Mutter, die versucht, ihr Leben wieder in den Griff zu bekommen. Bereits zum wiederholten Male stand sie dabei mit ihrem Bruder, dem Schauspieler David Zimmering, zusammen vor der Kamera.
Esther Zimmering engagiert und exponiert sich öffentlich auch in politischen Fragen. So moderierte und interviewte sie 2014 auf der Rosa-Luxemburg-Konferenz der linken Tageszeitung junge Welt oder moderierte gemeinsam mit dem stellvertretenden Chefredakteur der jungen Welt, Sebastian Carlens, im Mai 2019 eine Bündnisveranstaltung verschiedener Solidaritätsinitiativen unter dem Motto „Hände weg von Venezuela!“ in Berlin, die sich gegen einen möglichen Putsch gegen die venezolanische Regierung wandte.
Esther Zimmering ist die Enkelin des DDR-Politikers und -Diplomaten Josef Zimmering (1911–1995).

## Filmografie
- 2002: Der Liebe entgegen – Regie: Martin Enlen
- 2003: Kein Zurück (Wolfsheim Musikvideo) – Regie: Detlev Buck
- 2003: Der Fußfesselmörder – Regie: Michael Karen
- 2004: Kleine Schwester – Regie: Sabine Derflinger
- 2005: Tatort – Scheherazade – Regie: Peter Henning/Claudia Prietzel
- 2005: Blindes Vertrauen – Regie: Mark Schlichter
- 2005: Gisela – Regie: Isabelle Stever
- 2005: Im Schwitzkasten – Regie: Eoin Moore
- 2005: Polizeiruf 110 – Die Prüfung – Regie: Eoin Moore
- 2006: Lulu – Regie: Uwe Janson
- 2006: Der Blaue Affe (Kurzfilm) – Regie: Carsten Unger
- 2006: Schwesterherz – Regie: Ed Herzog
- 2007: Hochzeit um jeden Preis – Regie: Eoin Moore
- 2007: Vivere – Regie: Angelina Maccarone
- 2007: Sperling – Sperling und die kalte Angst – Regie: Uwe Janson
- 2007: Morgen räum ich auf – Regie: Martina Elbert
- 2008: Mutig in die neuen Zeiten: Alles anders – Regie: Harald Sicheritz
- 2008: Wenn wir uns begegnen – Regie: Sigi Rothemund
- 2008: Remarque – Sein Weg zum Ruhm – Regie: Hanno Brühl
- 2008: SOKO Kitzbühel: Ein Tod, ein Leben – Regie: Fabian Eder
- 2009: Die Freundin der Tochter – Regie: Josh Broecker
- 2009: Tatort – Borowski und die Sterne – Regie: Angelina Maccarone
- 2009: Böseckendorf – Die Nacht, in der ein Dorf verschwand – Regie: Oliver Dommenget
- 2009: Marie Brand und das mörderische Vergessen – Regie: Florian Kern
- 2010: Das Traumschiff – Indian Summer – Regie: Stefan Bartmann
- 2010: Der Staatsanwalt: Tod eines Schülers – Regie: Boris Keidies
- 2010: Den Tagen mehr Leben! – Regie: Jan Růžička
- 2010: Das Duo: Tödliche Nähe – Regie: Tobias Ineichen
- 2011: Carl & Bertha – Regie: Till Endemann
- 2011: Großstadtrevier (Fernsehserie, Folge Der schönste Tag im Leben)
- 2012: Polizeiruf 110 – Raubvögel – Regie: Esther Wenger
- 2012: München 72 – Das Attentat – Regie: Dror Zahavi
- 2012: Ins Blaue – Regie: Rudolf Thome
- 2013: Der Staatsanwalt: Kalter Tod – Regie: Martin Kinkel
- 2013: Morden im Norden: Auf Herz und Nieren – Regie: Torsten Wacker
- 2013: SOKO Leipzig: Graf Porno – Regie: Robert-Adrian Pejo
- 2013: SOKO Leipzig: Das zweite Leben – Regie: Robert-Adrian Pejo
- 2013: Mein Mann, ein Mörder – Regie: Lancelot von Naso
- 2013: Engel der Gerechtigkeit: Ärztepfusch – Regie: Sigi Rothemund
- 2016: Neben der Spur – Amnesie – Regie: Cyrill Boss, Philipp Stennert
- 2016: In aller Freundschaft – Die jungen Ärzte – Familie und andere Komplikationen – Regie: Georg Malcovati
- 2017: Ein starkes Team: Vergiftet – Regie: Jörg Lühdorff
- 2018: In aller Freundschaft – Kleines Herz – Regie: Mathias Luther
- 2018: Swimmingpool am Golan
- 2019: SOKO Köln: Liebesengel (Fernsehserie)
- 2020: Erzgebirgskrimi – Tödlicher Akkord
- 2021: Johannes Brahms: Die Pranke des Löwen
- 2023: Sebastian Fitzeks Die Therapie (Fernsehserie)
- 2024: WaPo Bodensee: Ein tödlicher Augenblick